# Corynoppia foliatoides
Corynoppia foliatoides är en kvalsterart som beskrevs av Subías och Rodríguez 1986. Corynoppia foliatoides ingår i släktet Corynoppia och familjen Oppiidae. Inga underarter finns listade i Catalogue of Life.